# Dwars door het Hageland 2025 (vrouwen)
De vijfde editie van de wielerwedstrijd Dwars door het Hageland voor vrouwen vond plaats op 14 juni 2025. De 106 deelneemsters startten in Aarschot en finishten 124,6 kilometer later bij de citadel van Diest. De wedstrijd had de UCI-categorie 1.1 en maakte deel uit van de Lotto Belgium Cup. De Nederlandse Lorena Wiebes won, voor de Belgische Fleur Moors en de Britse Millie Couzens.

## Uitslag
| Plaats | Naam                     | Ploeg                    |             |
| ------ | ------------------------ | ------------------------ | ----------- |
| 1      | Lorena Wiebes            | SD Worx-Protime          | 3u18'02"    |
| 2      | Fleur Moors              | Lidl-Trek                | z.t.        |
| 3      | Millie Couzens           | Fenix-Deceuninck         | z.t.        |
| 4      | Ilse Pluimers            | AG Insurance-Soudal      | + 4"        |
| 5      | Zoe Bäckstedt            | CANYON//SRAM zondacrypto | + 5"        |
| 6      | Kathrin Schweinberger    | Human Powered Health     | z.t.        |
| 7      | Marion Norbert-Riberolle | Fenix-Deceuninck         | + 9"        |
| 8      | Victoire Berteau         | Cofidis                  | z.t.        |
| 9      | Marie Schreiber          | SD Worx-Protime          | z.t.        |
| 10     | Maud Rijnbeek            | VolkerWessels            | z.t.        |
| 11     | Noä Jansen               | Liv AlUla Jayco Cont.    | + 12"       |
| 12     | Lara Gillespie           | UAE Team ADQ             | + 13"       |
| 13     | Lente Boskamp            | VELOPRO-Alphamotorhomes  | z.t.        |
| 14     | Marieke Meert            | VolkerWessels            | + 18"       |
| 15     | Lily Williams            | Human Powered Health     | z.t.        |
| 16     | Nathalie Bex             | VELOPRO-Alphamotorhomes  | + 23"       |
| 17     | Scarlett Souren          | VolkerWessels            | + 18" [sic] |
| 18     | Clara Copponi            | Lidl-Trek                | + 23"       |
| 19     | Marissa Baks             | VELOPRO-Alphamotorhomes  | z.t.        |
| 20     | Jinse Peeters            | De Ceuster-Acrog         | + 27"       |

Mannen: 2001 · 2002 · 2003 · 2003-2006 · 2007 · 2008 · 2009 · 2010 · 2011 · 2012 · 2013-2015 · 2016 · 2017 · 2018 · 2019 · 2020 · 2021 · 2022 · 2023 · 2024 · 2025
Vrouwen: 2021 · 2022 · 2023 · 2024 · 2025